# Grischow
Grischow é um município da Alemanha, situado no distrito de Mecklenburgische Seenplatte, no estado de Mecklemburgo-Pomerânia Ocidental. Tem 10,94 km² de área, e sua população em 2019 foi estimada em 236 habitantes.